# Carlo, Cokxxx, Nutten 2
A Carlo, Cokxxx, Nutten 2 a 2002-es Carlo, Cokxxx, Nutten album "utóda". Ezen az albumon Bushido (álnevén Sonny Black) társa Baba Saad.

## Tracklista
1. "Intro"
2. "Immer Noch"
3. "Oh Nein"
4. "Fickdeinemutterslang"
5. "Denk An Mich"
6. "Ghettorap Hin, Ghettorap Her"
7. "Sonny Black"
8. "Nie Ein Rapper"
9. "Also Komm…"
10. "Träume Im Dunkeln" feat. D-Bo
11. "Wer Ist Dieser Junge?"
12. "Besoffene Kinder"
13. "Es Tut Mir Leid"
14. "Du Bist Out"
15. "Taliban"

## Külső hivatkozások
- Aggro Berlin
- Bushido